# Aphorista morosa
Aphorista morosa es una especie de coleóptero de la familia Endomychidae.

## Distribución geográfica
Habita en Estados Unidos.